# Hyalonema rapa
Hyalonema rapa är en svampdjursart som beskrevs av Schulze 1900. Hyalonema rapa ingår i släktet Hyalonema och familjen Hyalonematidae. Inga underarter finns listade i Catalogue of Life.